# Michel Sénéchal
Pour les articles homonymes, voir Sénéchal (homonymie) et Michel Sénéchal (homonymie).
Michel Sénéchal est un chanteur classique (ténor) et pédagogue français né dans le 14e arrondissement de Paris le 11 février 1927 et mort le 1er avril 2018 à Eaubonne.

## Biographie
Michel Sénéchal naît le 11 février 1927 à Paris,. Il chante dans les chœurs de l'école et de l'église de Taverny où il réside jusqu'à la fin de sa vie. La voix d'alto de son enfance mue en une voix « claire et bien timbrée » de ténor. Il entre dans la classe de Gabriel Paulet au Conservatoire de Paris où il obtient, en 1950, un premier prix de chant avec la cavatine  « Salut ! Demeure chaste et pure » de l'acte III du Faust de Charles Gounod. 
Il fait ses débuts sur scène en 1950 à La Monnaie de Bruxelles où il réside pendant trois ans. Après un 1er prix au Concours de Genève en 1952, il est engagé par Gabriel Dussurget au Festival international d'art lyrique d'Aix-en-Provence, où il interprète les grands rôles mozartiens (L'Enlèvement au sérail, La Flûte enchantée, Così fan tutte, Les Noces de Figaro) et rossiniens (Le Barbier de Séville, Le Comte Ory) mais aussi de l'opéra français (Mireille de Charles Gounod), vingt-trois ans durant. Grâce à ses talents de comédien et son agilité vocale, il se voit confier le rôle-titre de Platée de Jean-Philippe Rameau  lors de la recréation en 1956 sous la direction de Hans Rosbaud, rôle qu'il reprendra tout au long de sa carrière.
Il se produit par la suite très régulièrement à l'Opéra de Paris, à l'Opéra-Comique, au théâtre du Châtelet et au festival de Salzbourg où il chante sous la direction d'Herbert von Karajan. Il fait ses débuts au Metropolitan Opera en 1982 dans les quatre rôles des valets des Contes d'Hoffmann d'Offenbach. Il contribue à la création française de la plupart des opéras de Benjamin Britten. Il crée le rôle de Fabien dans Montségur de Marcel Landowski en 1985, celui du pape Léon X dans Docteur Faustus de Konrad Boehmer et celui de frère Élie dans le Saint François d'Assise d'Olivier Messiaen en 1983. Il enregistre plusieurs opéras-bouffes de Jacques Offenbach sous la direction de Michel Plasson ainsi que de nombreuses mélodies françaises de Francis Poulenc.
En 2000, il est le roi Ménélas dans La Belle Hélène de Jacques Offenbach avec pour partenaire Felicity Lott au Théâtre du Chatelet.
Au-delà de sa carrière de chanteur, il enseigne et dirige l'école de chant de l'Opéra jusqu'en 1994. Il fonde et préside avec le chef d'orchestre Georges Prêtre l'association « L'Art du chant français », qui défend et promeut le patrimoine lyrique et la tradition du chant françaisdont il confie les rênes à son jeune protégé Stéphane Malbec devenu Stéphane Sénéchal.
Il meurt le 1er avril 2018 à l'hôpital d'Eaubonne. Il est enterré au cimetière de Baillet-en-France.

## Discographie sélective
- Marc-Antoine Charpentier : Le Reniement de Saint Pierre H 424, Michel Sénéchal, Jean Giraudeau, Françoise Petit, clavecin, Henriette Roget, orgue, Chorale des Jeunesses musicales de France, dir. Louis Martini. LP Pathé 1958
- Marc-Antoine Charpentier : Lamentations pour les obsèques de la Reine Marie-Thérèse,  In obitum augustissimae nec non piissimae Gallorum regina lamentum H 409 (1re partie), Andrée Esposito, Jeanine Collard, Solange Michel, Jacques Prusvot, Louis Noguera, Henriette Roget, orgue, Chorale et orchestre des Jeunesses musicales de France, dir. Louis Martini. LP Pathé 1958.

- François-Adrien Boieldieu : La Dame blanche avec Françoise Louvay, Jane Berbié, Adrien Legros, Aimé Doniat, chœur et orchestre Raymond Saint-Paul, Pierre Stoll (dir.) – Accord 4762275, 1966
- Léo Delibes : Le roi l'a dit avec Janine Micheau, chœur et Orchestre lyrique de la RTF, André Girard (dir.) – Musidisc 202392 MU74, 20 décembre 1958 (live)
- Umberto Giordano : Andrea Chénier avec Alain Vanzo, Robert Massard, Michèle Le Bris, chœur et orchestre lyrique de l'ORTF, Georges Sebastian (dir.) –  Institut national de l'audiovisuel DPV CD 30.90/2 (3 CD), 24 septembre 1970 (live)
- Charles Gounod : Mireille avec Renée Doria, Solange Michel, Christiane Stutzmann, Robert Massard, Adrien Legros, Aimé Doniat, chœur et orchestre symphonique de Paris, Jésus Etcheverry (dir.) –  Accord 472 145-2 (2 CD), février-mars 1962
- Arthur Honegger : Les Aventures du roi Pausole avec Christine Barbaux, Rachel Yakar, Gabriel Bacquier, Madrigalistes de Bâle, Mario Venzago (dir.) – Musiques Suisses, 1993
- Jean-Baptiste Lully : Amadis de Gaule  avec Jacques Villisech, Odile Pietti, Éliane Manchet, Robert Massard, Christiane Eda-Pierre, Andrea Guiot, Jules Bastin, Jean-Louis Soumagnas, Christiane Issartel, chœurs et orchestre de chambre de l'ORTF, Bruno Amaducci (dir.) –  Open Reel Tape, 14 novembre 1974  (live)
- Jules Massenet : Thaïs avec Renée Doria, Janine Collard, Robert Massard, Gérard Serkoyan, Pierre Giannotti, chœur et orchestre symphonique de Paris, Jésus Etcheverry (dir.) – Accord 476 142-2 (2 CD), avril-mai 1961
- Jacques Offenbach :
  - La Belle Hélène avec Felicity Lott, Yann Beuron, Laurent Naouri, François Le Roux, Marie-Ange Todorovitch, Les Musiciens du Louvre, Marc Minkowski (dir.) – Virgin Classics 2 CD, 2001 (production du théâtre du Châtelet)
  - Les Contes d'Hoffmann avec Plácido Domingo, chœur de Radio France, Orchestre national de France, Seiji Ozawa (dir.) – Deutsche Grammophon 2 CD, janvier 1990
  - Orphée aux Enfers avec Mady Mesplé, Jane Rhodes, Jane Berbié, Charles Burles, chœur et Orchestre national du Capitole de Toulouse, Michel Plasson – EMI, 1979
  - La Vie parisienne avec Régine Crespin, Mady Mesplé, chœur et Orchestre national du Capitole de Toulouse, Michel Plasson – EMI, 1976
- Jean-Philippe Rameau : Platée avec Janine Micheau, Nadine Sautereau, Christiane Castelli, Monique Linval, Nicolaï Gedda, Jacques Jansen, Huc Santana, Jean-Christophe Benoît, Orchestre de la Société des concerts du Conservatoire, Hans Rosbaud (dir.) – EMI Classics 2 CD, juillet 1956
- Maurice Ravel :
  - L'Enfant et les Sortilèges avec Jane Berbié, Françoise Ogéas, Jean Giraudeau, Gabriel Bacquier, René Alix, Heinz Rehfuss, Orchestre national de la radiodiffusion française, Lorin Maazel (dir.) – Deutsche Grammophon, 1961
  - L'Enfant et les Sortilèges  avec Colette Alliot-Lugaz, Arlette Chedel, Isabelle Garcisanz, Élizabeth Vidal, Michel Brodard, Philippe Huttenlocher, chœur et Orchestre de la Suisse romande,  Armin Jordan (dir.) – Erato, 1987
  - L'Heure espagnole avec Jane Berbié, Jean Giraudeau, Gabriel Bacquier, José Van Dam, Orchestre national de l'ORTF, Lorin Maazel (dir.) – Deutsche Grammophon, 1965.
- Gioachino Rossini :
  - Le Comte Ory avec Françoise Ogéas, Solange Michel, Robert Massard, chœurs de la RTF et Orchestre radio-lyrique, Désiré-Emile Inghelbrecht (dir.) – Le Chant du Monde LDC 278 893/94, 1959
  - Le Comte Ory avec Sari Barabas, Jeannette Sinclair, Robert Massard, chœurs et orchestre de la RAI de Turin, Vittorio Gui (dir.) –  Malibran LS4035130, 11 juin 1959 (live)
  - Le Comte Ory avec  Renée Doria, Robert Massard, Xavier Depraz, chœurs et orchestre de l'Opéra de Strasbourg, Pierre Stoll (dir.) –Bourg BGC 70-71, 1961
  - Moïse et Pharaon avec Janine Capdérou, Michèle Le Bris, Joseph Rouleau, Robert Massard, Gérard Serkoyan, chœur et orchestre lyrique de l'ORTF, John Matheson (dir.) – Voce 37, 1974
- Albert Roussel : Padmâvatî avec Rita Gorr, Eric Tappy, Robert Massard, Jocelyne Taillon, chœur et orchestre lyrique de l'ORTF, Georges Tzipine (dir.) –  Open Reel Tape, BBC 22 novembre 1971 (live)